# Trichogramma buluti
Trichogramma buluti är en stekelart som beskrevs av Bulut och Kilincer 1991. Trichogramma buluti ingår i släktet Trichogramma och familjen hårstrimsteklar.
Artens utbredningsområde är Turkiet. Inga underarter finns listade i Catalogue of Life.